# Osso di Lebombo
L'Osso di Lebombo è probabilmente uno dei più antichi manufatti di uso matematico mai realizzati dall'uomo. 

## Descrizione
Consiste di una fibula di babbuino, che porta incise molto chiaramente 29 tacche. L'oggetto è stato rinvenuto nel 1970 nei lavori di scavo nella Border Cave, una grotta con reperti del periodo Paleolitico che si trova sui Monti Lebombo, nel nord della provincia del KwaZulu-Natal nel Sudafrica al confine con lo Swaziland.
 Il reperto è stato datato al 35.000 a.C. 
La presenza delle 29 incisioni suggerisce che potrebbe essere stato usato dalle donne locali come un contatore di fasi lunari per tenere traccia dei cicli mestruali. Certamente l'osso di Lebombo assomiglia ai bastoni da calcolo ancora oggi usati come calendari dai Boscimani della Namibia.